# Vivek Ramaswamy
Vivek Ganapathy Ramaswamy (ur. 9 sierpnia 1985 roku w Cincinnati) – amerykański przedsiębiorca, biolog molekularny i prawnik.

## Młodość i edukacja
Jego rodzice imigrowali do Stanów Zjednoczonych z Palakkad w stanie Kerala w Indiach.
Vivek Ganapathy Ramaswamy urodził się 9 sierpnia 1985 roku w Cincinnati w stanie Ohio.
Ukończył studia z biologii molekularnej na Uniwersytecie Harwarda, gdzie dołączył do stowarzyszenia South Asian Association i był prezesem organizacji Harvard Political Union. Deklarował, że w tym czasie dzięki inwestycjom w fundusze inwestycyjne zarobił kilka milionów dolarów. Następnie studiował prawo i uzyskał tytuł zawodowy Juris Doctor na Uniwersytecie Yale.

## Kariera biznesowa
Deklarował, że jeszcze przed rozpoczęciem studiów na Uniwersytecie Yale, dzięki inwestycjom w fundusze inwestycyjne zarobił kilka milionów dolarów. Po ukończeniu studiów został analitykiem w firmie OVT Financial LP.
W 2014 roku założył własną firmę biotechniczną Roivant Sciences. W 2021 roku był dyrektorem generalnym firmy. W 2023 roku Forbes oszacowało jego majątek na 630 milionów dolarów.

## Zaangażowanie w politykę
W czasie studiów na Uniwersytecie Harwarda identyfikował się jako libertarianin. W wyborach prezydenckich w 2004 roku zagłosował na kandydata Partii Libertariańskiej Michaela Badnarika. W wyborach prezydenckich w 2008, 2012 i 2016 roku nie głosował. W 2020 roku popierał kandydaturę Donalda Trumpa. Finansował kampanie kandydatów Partii Demokratycznej i Partii Republikańskiej w różnych wyborach i publicznie popierał między innymi kampanię Deny Grayson z Partii Demokratycznej do Izby Reprezentantów i Kelly Knight Craft z Partii Republikańskiej na gubernatora Kentucky.
W 2021 roku opublikował bestsellerową książkę Woke, Inc.: Inside Corporate America's Social Justice Scam. Potępił w niej decyzje niektórych dużych firm dotyczące opierania strategii biznesowej na trosce o sprawiedliwość społeczną i zmiany klimatyczne.

### Kampania prezydencka przed wyborami w 2024 roku

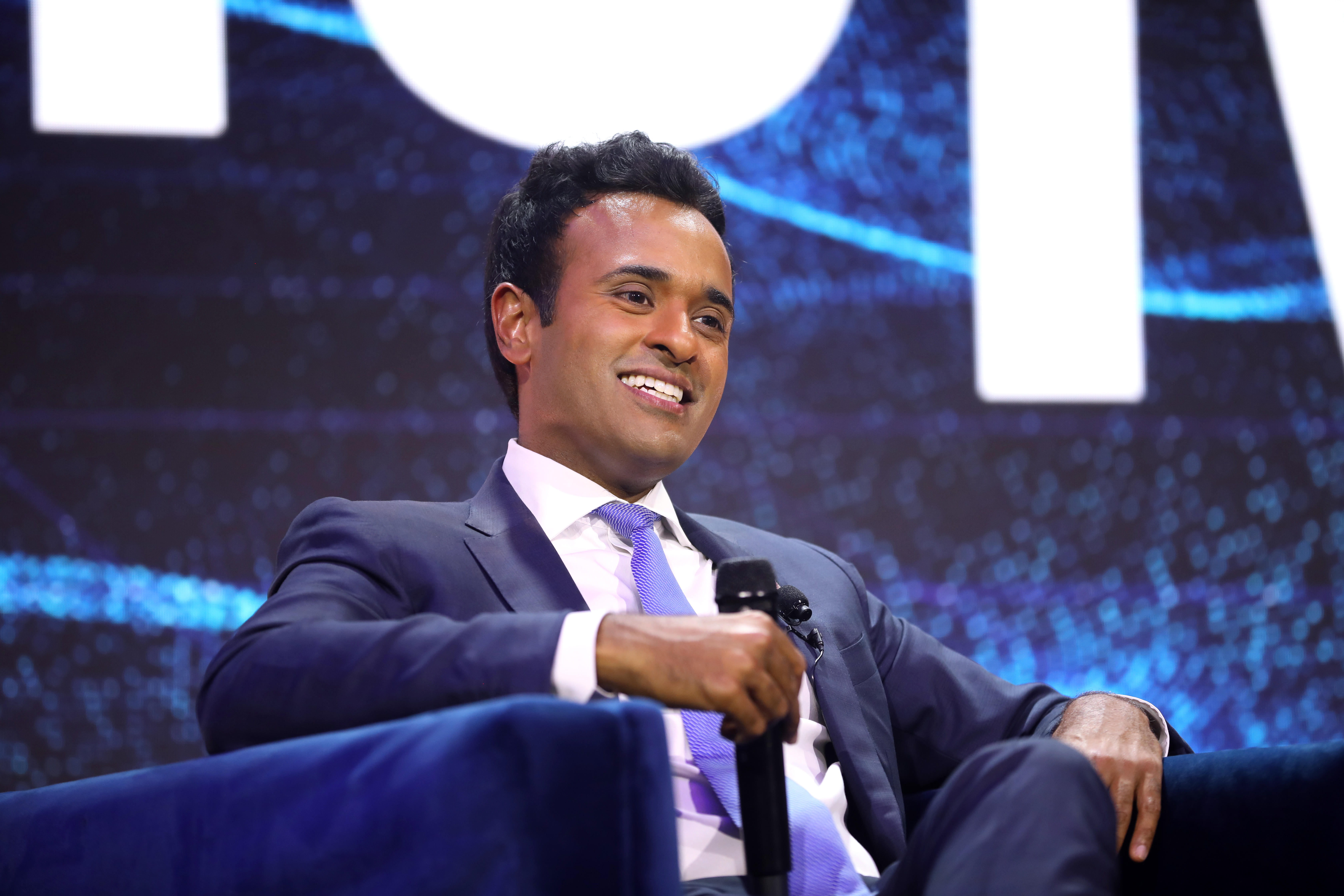
Vivek Ramaswamy w 2024

21 lutego 2023 roku rozpoczął kampanię prezydencką przed wyborami prezydenckimi w 2024 roku. Brał udział w prawyborach Partii Republikańskiej.
W swojej kampanii deklarował się jako amerykański nacjonalista. Sprzeciwiał się akcjom afirmatywnym. Popierał zakazy aborcji na poziomie stanowym po upływie sześciu tygodni, z wyjątkami w przypadku gwałtu, kazirodztwa oraz w celu uratowania życia matki. Wyraził chęć rozszerzenia uprawnień prezydenta i zdemontowania znacznej części rządu federalnego, w tym FBI, Departamentu Edukacji oraz Internal Revenue Service. Sprzeciwiał się członkostwu Ukrainy w NATO i stwierdził, że w związku z inwazją Rosji powinna zgodzić się na ustępstwa wobec agresora, w tym pozwolić mu na zatrzymanie części terytoriów, które już okupuje. Wyraził też opinię, że media społecznościowe powinny być zakazane dla osób do 16 roku życia.
15 stycznia 2024 roku odbyły się pierwsze prawybory, w stanie Iowa. Ramaswamy zdobył w nich 7,66% głosów, zajmując czwarte miejsce za Nikki Haley, Ronem DeSantisem i Donaldem Trumpem. Tego samego dnia zrezygnował z ubiegania się o urząd prezydenta i poparł kandydaturę Donalda Trumpa.

### Sprawa stanowiska w administracji Donalda Trumpa
12 listopada 2024 roku Donald Trump jako prezydent elekt ogłosił, że w jego przyszłej administracji Vivek Ramaswamy wraz z Elonem Muskiem pokieruje nowym „Departamentem Wydajności Rządu” (Department of Government Efficiency, DOGE). Według Trumpa, instytucja ta, co do której nie były wówczas znane żadne konkrety dotyczące jej działalności, miała „udzielać porad i wskazówek z pozycji poza rządem”. 
20 stycznia 2025 roku, kilka godzin po zaprzysiężeniu Trumpa na 47. prezydenta USA, poinformowano, że Ramaswamy zrezygnował ze współkierowania Departamentem Wydajności Rządu, gdyż zasygnalizował zamiar kandydowania na urząd gubernatora stanu Ohio w 2026 roku. 

## Życie prywatne
Wychowywał się w wierze hinduistycznej, ale był uczniem rzymsko-katolickiego liceum.
Jego żoną została Apoorva Tewari Ramaswamy, lekarka związana z Wexner Medical Centre, powiązanego z Uniwersytetem Ohio.